# Ронга (село)
Ро́нга (рос. Ронга, марій. Роҥго) — село у складі Совєтського району Марій Ел, Росія. Адміністративний центр Ронгинського сільського поселення.

## Населення
Населення — 1333 особи (2010; 1372 у 2002).
Національний склад (станом на 2002 рік):
- марі — 77 %